# 50.º Prêmio Jabuti
O 50º Prêmio Jabuti foi realizado em 2008, premiando obras literárias referentes a lançamentos de 2007.

## Prêmios
Os premiados foram:
Livro do Ano de Ficção
- O Menino que Vendia Palavras - Ignácio de Loyola Brandão

Livro do Ano Não Ficção
- 1808 - Laurentino Gomes

1 - Tradução
- 1º - Hipólito e Fedra - Três Tragédias - Joaquim Brasil Fontes - Editora Iluminuras
- 2º - Beowulf - Erick Ramalho - Tessitura Editora Assessoria e Consulturia Ltda
- 3º - Agamêmnon - Trajano Vieira - Editora Perspectiva S.A.

2 - Arquitetura e Urbanismo, Fotografia, Comunicação e Artes
- 1º - Noticiário Geral da Photographia Paulistana: 1839-1900 - Paulo Cezar Alves Goulart e Ricardo Mendes - Imprensa Oficial do Estado de São Paulo
- 2º - Rua do Lavradio - Eliane Canedo de Freitas Pinheiro e Augusto Ivan de Freitas Pinheiro - Andrea Jakobsson Estúdio Editorial Ltda
- 3º - Caixa Tunga - Tunga - Cosac Naify Edições

3 - Teoria / Crítica Literária
- 1º - Proust: A Violência Sutil do Riso - Leda Tenório da Motta - Editora Perspectiva S.A.
- 2º - A Formação do Romance Inglês: Ensaios Teóricos - Sandra Guardiani Vasconcelos - Aderaldo & Rothschild Editores Ltda
- 3º - Riso e Melancolia - Sergio Paulo Rouanet - Companhia das Letras

4 - Projeto Gráfico
- 1º - As Moedas Contam a História do Brasil - Marcelo Aflalo - Magma Cultural e Editora Ltda
- 2º - Roteiro Prático de Cartografia: da América Portuguesa ao Brasil Império - New Design - Angela Dourado e Bernardo Lessa - Editora UFMG
- 3º - A Fera na Selva - Luciana Facchini - Cosac Naify Edições

5 - Ilustração de Livro Infantil ou Juvenil
- 1º - Toda Criança Gosta… - Mariana Massarani - Manati Produções Editoriais Ltda
- 2º - João Felizardo - O Rei dos Negócios - Angela Lago - Cosac Naify Edições
- 3º - Poeminha em Língua de Brincar - Martha Barros - Editora Record Ltda

6 - Ciências Exatas, Tecnologia e Informática
- 1º - Introdução à Engenharia de Produção - Mario Otavio Batalha - Elsevier Editora Ltda
- 2º - Enciclopédia de Automática - Controle & Automação - Luis Antonio Aguirre - Editora Edgard Blücher Ltda
- 3º - Introdução ao Teste de Software - Marcio Eduardo Delamaro, Jose Carlos Maldonado e Mario Jino - Elsevier Editora Ltda

7 - Educação, Psicologia e Psicanálise
- 1º - História das Ideias Pedagógicas no Brasil - Dermeval Saviani - Editora Autores Associados Ltda
- 2º - Religião, Psicopatologia e Saúde Mental - Paulto Dalgalarrondo - Artmed Editora S.A.
- 3º - Giramundo e Outros Brinquedos e Brincadeiras dos Meninos do Brasil - Renata Meirelles - Editora Terceiro Nome Ltda

8 - Reportagem
- 1º - 1808 - Laurentino Gomes - Editora Planeta do Brasil
- 2º - O Massacre - Eric Nepomuceno - Editora Planeta do Brasil
- 3º - Bar Bodega: Um Crime de Imprensa - Carlos Dorneles - Editora Globo S.A.

9 - Didático e Paradidático de Ensino Fundamental ou Médio
- 1º - O Alienista (Graphic Novel) - Fábio Moon e Gabriel Sá - Agir Editora Ltda
- 2º - Coleção História em Projetos - 4 Volumes - Conceição Oliveira, Carla Miucci e Andrea Paula dos Santos - Editora Atica
- 3º - Série (En)Cantos do Brasil (Caminho das Pedras; No Coração da Amanzônia; Faces do Sertão) - Shirley Souza, Manuel Filho e Luís Fernando Pereira - Escala Educacional

10 - Economia, Administração e Negócios
- 1º - Crescimento Econômico e Distribuição de Renda. Prioridades para a Ação - Jacques Marcovitch (Org.) - EDUSP - Editora da Universidade de São Paulo | Co-edição: Editora SENAC São Paulo
- 2º - Os Desafios da Sustentabilidade - Fernando Almeida - Elsevier Editora Ltda
- 3º - E-Desenvolvimento no Brasil e no Mundo: Subsídios e Programa E-Brasil - Peter Titcomb Knight, Ciro Campos Christo Fernandes e Maria Alexandra Cunha (Orgs.) - Yendis Editora e Câmara Brasileira de Comércio Eletrônico

11 - Direito
- 1º - Curso de Direito Tributário e Finanças Públicas - Do Fato à Norma, Da Realidade ao Conceito Jurídico - Eurico Marcos Diniz de Santi - Saraiva S.A. Livreiros Editores
- 2º - Teoria Geral dos Direitos Fundamentais - Dimitri Dimoulis e Leonardo Martins - Editora Revista dos Tribunais Ltda
- 3º - Curso de Direito Constitucional - Gilmar Ferreira Mendes, Inocêncio Mártires Coelho e Paulo Gustavo Gonet Branco - Saraiva S.A. Livreiros Editores

12 - Biografia
- 1º - D. Pedro II - José Murilo de Carvalho - Companhia das Letras
- 2º - O Texto, ou: A Vida - Uma Trajetória Literária - José Murilo de Carvalho - Companhia das Letras
- 3º - Raul Cortez: Sem Medo de se Expor - Nydia Licia - Imprensa Oficial do Estado S.A.
- Homenagem Póstuma

13 - Capa
- 1º - Ensaios Sobre o Medo - Moema Cavalcanti - Editora SENAC São Paulo - Co-edição: Edições SESC São Paulo
- 2º - Alexandre Herchcovitch (Coleção Moda Brasileira - Vol. 1) - Elaine Ramos - Cosac Naify Edições
- 3º - As Moedas Contam a História do Brasil - Marcelo Aflalo - Magma Cultural e Editora Ltda

14 - Poesia
- 1º - O Outro Lado - Ivan Junqueira - Editora Record Ltda
- 2º - O Xadrez e as Palavras - Marcus Vinicius Quiroga - RTC Edições
- 3º - Tarde - Paulo Henriques Britto - Companhia das Letras

15 - Ciências Humanas
- 1º - Mulheres Negras do Brasil - Schuma Schumaher e Érico Vital Brazil - SENAC Editoras (SENAC Nacional, Editora SENAC Rio e Editora SENAC São Paulo) e REDEH
- 2º - Os Japoneses - Célia Sakurai - Editora Contexto
- 3º - História de Minas Gerais - As Minas Setecentistas - Vol. I e Vol. II - Maria Efigênia Lage de Resende e Luiz Carlos Villalta - Autêntica Editora

16 - Ciências Naturais e Ciências da Saúde
- 1º - Estomatologia-Bases do Diagnóstico para o Clínico Geral 1E - Sergio Kignel - Livraria Santos Editora Comércio e Importação Ltda
- 2º - Dimensões Humanas da Biosfera-Atmosfera da Amazônia - Wanderley Messias da Costa, Bertha K. Becker e Diogenes Salas Alves (Orgs.) - Editora da Universidade de São Paulo
- 3º - Por que o Bocejo é Contagioso?: E Outras Curiosidades da Neurociência no Cotidiano - Suzana Herculano-Houzel - Jorge Zahar Editor

17 - Contos e Crônicas
- 1º - Histórias do Rio Negro - Vera do Val - Editora WMF Martins Fontes Ltda
- 2º - A Prenda de Seu Damaso e Outros Contos - Jorge Eduardo Pinto Hausen - Editora Alcance
- 3º - Fichas de Vitrola & Outros Contos - Jaime Prado Gouvêa - Editora Record Ltda

18 - Infantil
- 1º - Sei Por Ouvir Dizer - Bartolomeu Campos de Queirós - Edelbra
- 2º - O Menino que Vendia Palavras - Ignácio de Loyola Brandão - Objetiva
- 3º - Zubair e os Labirintos - Jose Roger Soares de Mello - Companhia das Letras

19 - Juvenil
- 1º - O Barbeiro e o Judeu da Prestação Contra o Sargento da Motocicleta - Joel Rufino dos Santos - Editora Moderna
- 2º - Tão Longe… Tão Perto - Silvana de Menezes - Editora Lê Ltda
- 3º - Alice no Espelho - Laura Bergallo - Edições SM (empate)
- 3º - Mestres da Paixão - Aprendendo Com Quem Ama o Que Faz - Domingos Pellegrini - Editora Moderna

20 - Romance
- 1º - O Filho Eterno - Cristovão Tezza - Editora Record
- 2º - O Sol Se Põe Em São Paulo - Bernardo Teixeira de Carvalho - Companhia das Letras
- 3º - Antonio - Beatriz Bracher - Editora 34

## Ver Também
- Prêmio Prometheus
- Os 100 livros Que mais Influenciaram a Humanidade
- Nobel de Literatura